# El príncep de les tenebres
El príncep de les tenebres (títol original en anglès: Prince of Darkness) és una pel·lícula de terror estatunidenca dirigida per John Carpenter i estrenada l'any 1987. Ha estat doblada al català.

## Argument
A petició d'un sacerdot, el professor Birack i diversos dels seus estudiants comencen a estudiar un misteriós cilindre de vidre conservat en una església en desús de Los Angeles. Les anàlisis d'aquests científics els condueixen a pensar que el líquid verd presoner d'aquest cilindre no és altre que el fill de Satanàs esperant el seu alliberament. Quan s'adormen, tenen tots el mateix somni que és en realitat un missatge enviat per científics del futur els imposa a posar-ho tot en marxa per impedir que el Príncep de les tenebres torni a la Terra.

## Repartiment
- Donald Pleasence: El pare Loomis
- Victor Wong: El professor Birack
- Jameson Parker: Brian Marsh
- Lisa Blount: Catherine Danforth
- Dennis Dun: Walter
- Susan Blanchard: Kelly
- Anne Casa Howard: Susan Cabot
- Ann Ien: Lisa
- Ken Wright: Lomax
- Dirk Blocker: Mullins
- Jessie Lawrence Ferguson: Calder
- Peter Jason: Dr. Paul Leahy
- Robert Grasmere: Frank Wyndham
- Thom Bray: Etchinson
- Alice Cooper: Un pallasso esquizofrènic
- Joanna Merlin: La pallassa

## Producció

### Repartiment dels papers
Donald Pleasence retroba John Carpenter després de Halloween (1978) i New York 1997 (1981).
El cantant Alice Cooper hi fa una curta aparició en el paper d'un pallasso homicida i còmplice de Satanàs. D'altra banda gràcies al seu mànager, Shep Gordon, i la seva societat Alive Film, John Carpenter ha pogut produir la pel·lícula.

### Rodatge
El rodatge només ha durat 40 dies en una petita església dels barris baixos de Los Angeles, Japanese Union Church of Los Angeles. Ha tingut lloc igualment a altres indrets de Los Angeles (Town and Gown Faculty Center, Menlo Avinguda, ...) així com a Long Beach

## Premis i nominacions
El 1988, la pel·lícula va rebre el premi de la Crítica al Festival d'Avoriaz i va ser nominada al premi Saturn a la millor música.